# أوري (فرنسا)
 أوري ، (بالإنجليزية: Auray)، بلدية فرنسية تقع في إقليم موربيهان، في منطقة بروتاني في شمال غرب فرنسا.

## توأمة
لأوري (فرنسا) اتفاقيات توأمة مع كل من:
- أوتينغ أم أميرسيه
- Ussel, Corrèze [الإنجليزية]‏
- Castlebar [الإنجليزية]‏

## أعلام
- أولريك لوبان
- بيير كوجان
- إروان كوينتين
- جان دو لافال
- جورج كادودال